# Breno Blauth
Brenno Blauth  (Porto Alegre, 1931 - São Paulo, 1993) foi um compositor e professor brasileiro.
Estudou em Porto Alegre com Ênio de Freitas e Castro e no Rio de Janeiro com Paulo Silva e Newton Pádua. Em 1963 se transferiu para São Paulo, aperfeiçoando-se com Camargo Guarnieri e começando a dar aulas. Em sua obra de composição teve uma primeira fase de caráter nacionalista, usando elementos do folclore, e mais tarde assimilou recursos dodecafônicos, atonais, aleatórios e politonais. Em sua última fase buscou uma volta às formas tradicionais em uma interpretação original. Em 1963 representou o Brasil no Festival da Juventude Musical em Paris, em 1974 ganhou o prêmio de música de câmara da Associação Paulista dos Críticos de Arte, e uma obra sua foi apresentada postumamente na XIII Bienal de Música Brasileira Contemporânea em 1999. Suas composições são hoje ouvidas no Brasil e no exterior.

## Música
Várias obras de Brenno Blauth foram gravadas comercialmente, entre elas as sonatas para flauta e piano, oboé e piano e viola e piano. O Concertino para oboé e cordas de Breno Blauth se tornou a mais executada obra brasileira para oboé.

## Algumas obras
- Dois quintetos de sopros
- Dois concertinos (um para flauta, outro para oboé)
- Dois quartetos de cordas
- Duas sinfonias
- Vários duos para diversas combinações de instrumentos
- Danças Charruas (piano solo)
- Sonata para flauta e piano
- Elegia (violoncelo e orquestra)
- Sonata para viola e piano
- Sonata para oboe e piano
- Sonata para flauta e piano
- Sonata para piano
- Sonata para violino e piano
- Sonatina para flauta doce, ou flauta transversal e piano
- Sonatina para trompa e piano
- Sonatina para clarineta e piano
- Trio Sonatina, para oboé, trompa e piano
- Duo Sonatina, para oboé e fagote